# Parafia Podwyższenia Krzyża Świętego w Uciechowie
Parafia Podwyższenia Krzyża Świętego w Uciechowie – parafia rzymskokatolicka należąca do dekanatu Zduny diecezji kaliskiej. W 1990 roku rozpoczęto budowę kościoła, który dwa lata później został poświęcony. W 1997 roku powołany został Ośrodek Duszpasterski a w 2001 roku erygowano parafię, którą prowadzą księża diecezjalni.